# زنبق قبرسی
زنبق قبرسی (نام علمی: Iris cypriana) نام یک گونه از سرده زنبق است.